# Liste der Baudenkmäler in Goch
Die Liste der Baudenkmäler in Goch enthält die denkmalgeschützten Bauwerke auf dem Gebiet der Stadt Goch im Kreis Kleve in Nordrhein-Westfalen (Stand: Januar 2021). Diese Baudenkmäler sind in der Denkmalliste der Stadt Goch eingetragen; Grundlage für die Aufnahme ist das Denkmalschutzgesetz Nordrhein-Westfalen (DSchG NRW).

| Bild                                                                            | Bezeichnung                                                                     | Lage                                                                 | Beschreibung | Bauzeit                             | Eingetragen seit | Denkmal- nummer |
| ------------------------------------------------------------------------------- | ------------------------------------------------------------------------------- | -------------------------------------------------------------------- | --- | ----------------------------------- | ---------------- | --------------- |
| weitere Bilder                                                                  | Katholische Pfarrkirche Sankt Vincentius                                        | Asperden Knobbenhof 16 Karte                                         | |                                     |                  | 27              |
| Katholisches Pfarrhaus Sankt Vincentius                                         | Katholisches Pfarrhaus Sankt Vincentius                                         | Asperden Knobbenhof 18 Karte                                         | |                                     |                  | 28              |
| weitere Bilder                                                                  | Kloster Graefenthal, Großer Stall                                               | Asperden Maasstraße 50 Karte                                         | |                                     |                  | 96              |
| Klostergut Graefenthal                                                          | Klostergut Graefenthal                                                          | Asperden Maasstraße 50 Karte                                         | |                                     |                  | 29              |
| weitere Bilder                                                                  | Bahnhof                                                                         | Goch Bahnhofsplatz Karte                                             | |                                     |                  | 78              |
| Ehemaliger evangelischer, mennonitischer sowie jüdischer Friedhof               | Ehemaliger evangelischer, mennonitischer sowie jüdischer Friedhof               | Goch Kalkarer Straße Karte                                           | |                                     | 15.12.2017       | 104             |
| Ehemaliges Direktorenwohnhaus                                                   | Ehemaliges Direktorenwohnhaus                                                   | Goch Klever Straße 61 und 63 Karte                                   | |                                     |                  | 71              |
| weitere Bilder                                                                  | Evangelische Kirche                                                             | Goch Markt 6 Karte                                                   | |                                     |                  | 14              |
| Frauenhaus                                                                      | Frauenhaus                                                                      | Goch Frauenhaussträßchen 6 Karte                                     | |                                     |                  | 10              |
| Gasthaus                                                                        | Gasthaus                                                                        | Goch Voßstraße 94 Karte                                              | |                                     |                  | 17              |
| Gebäudeensemble (Haus Sorgfliet)                                                | Gebäudeensemble (Haus Sorgfliet)                                                | Goch Voßheider Straße 8 Karte                                        | |                                     |                  | 44              |
| Gebäudegruppe                                                                   | Gebäudegruppe                                                                   | Goch Kastellstraße 6 bis 8 Karte                                     | |                                     |                  | 33              |
| weitere Bilder                                                                  | Gebäudegruppe                                                                   | Goch Roggenstraße 39 bis 43 Karte                                    | |                                     |                  | 4               |
| Geburtshaus Pater Arnold Janssen                                                | Geburtshaus Pater Arnold Janssen                                                | Goch Frauenstraße 8 Karte                                            | |                                     |                  | 13              |
| Grabdenkmäler                                                                   | Grabdenkmäler                                                                   | Goch Frauentorplatz Karte                                            | |                                     |                  | 99              |
| weitere Bilder                                                                  | Haus zu den fünf Ringen                                                         | Goch Steinstraße 1 Karte                                             | |                                     |                  | 8               |
| Jüdischer Friedhof (neu)                                                        | Jüdischer Friedhof (neu)                                                        | Goch Reeser Straße Karte                                             | |                                     | 11.12.2017       | 103             |
| weitere Bilder                                                                  | Katholische Pfarrkirche St. Maria Magdalena                                     | Goch Kirchhof 8 Karte                                                | |                                     |                  | 5               |
| Liebfrauenschule                                                                | Liebfrauenschule                                                                | Goch Theodorstraße 26 Karte                                          | |                                     |                  | 81              |
| Männerhaus                                                                      | Männerhaus                                                                      | Goch Mühlenstraße 33 Karte                                           | |                                     |                  | 11              |
| Rathaus                                                                         | Rathaus                                                                         | Goch Markt 2 Karte                                                   | |                                     |                  | 16              |
| Scheune                                                                         | Scheune                                                                         | Goch Hinter der Mauer 78 Karte                                       | |                                     |                  | 18              |
| Stadtmauerrest                                                                  | Stadtmauerrest                                                                  | Goch Hinter der Mauer Karte                                          | |                                     |                  | 15              |
| Stadtmauerrest                                                                  | Stadtmauerrest                                                                  | Goch Bereich zwischen Kastellstraße 20 und Voßstraße 93 und 95 Karte | |                                     | 13.06.2017       | 102             |
| weitere Bilder                                                                  | Steintor                                                                        | Goch Am Steintor 20 Karte                                            | |                                     |                  | 6               |
| weitere Bilder                                                                  | Ehemaliges Terziarinnenkloster                                                  | Goch Klosterplatz 16 Karte                                           | |                                     |                  | 9               |
| Thomashof, Herrschaftshaus                                                      | Thomashof, Herrschaftshaus                                                      | Goch Thomashof 1 Karte                                               | |                                     |                  | 19              |
| weitere Bilder                                                                  | Susmühle                                                                        | Goch Susbrücke 1 Karte                                               | |                                     |                  | 12              |
| Wasserturm                                                                      | Wasserturm                                                                      | Goch Klever Straße 26 Karte                                          | |                                     |                  | 82              |
| Wohn- und Geschäftshaus                                                         | Wohn- und Geschäftshaus                                                         | Goch Am Steintor 10 Karte                                            | |                                     |                  | 68              |
| Wohn- und Geschäftshaus                                                         | Wohn- und Geschäftshaus                                                         | Goch Am Steintor 12 bis 14 Karte                                     | |                                     |                  | 52              |
| Wohn- und Geschäftshaus                                                         | Wohn- und Geschäftshaus                                                         | Goch Am Steintor 18 Karte                                            | |                                     |                  | 7               |
| Wohn- und Geschäftshaus                                                         | Wohn- und Geschäftshaus                                                         | Goch Am Steintor 16 Karte                                            | |                                     |                  | 3               |
| Wohn- und Geschäftshaus                                                         | Wohn- und Geschäftshaus                                                         | Goch Am Steintor 3 Karte                                             | |                                     |                  | 67              |
| Wohn- und Geschäftshaus                                                         | Wohn- und Geschäftshaus                                                         | Goch Brückenstraße 12 Karte                                          | |                                     |                  | 72              |
| Wohn- und Geschäftshaus                                                         | Wohn- und Geschäftshaus                                                         | Goch Brückenstraße 16 Karte                                          | |                                     |                  | 53              |
| Wohn- und Geschäftshaus                                                         | Wohn- und Geschäftshaus                                                         | Goch Brückenstraße 17 Karte                                          | |                                     |                  | 97              |
| Wohn- und Geschäftshaus                                                         | Wohn- und Geschäftshaus                                                         | Goch Brückenstraße 19 Karte                                          | |                                     |                  | 85              |
| Wohn- und Geschäftshaus                                                         | Wohn- und Geschäftshaus                                                         | Goch Brückenstraße 27 Karte                                          | |                                     |                  | 48              |
| Wohn- und Geschäftshaus                                                         | Wohn- und Geschäftshaus                                                         | Goch Steinstraße 22 Karte                                            | |                                     |                  | 88              |
| Wohnhäuser                                                                      | Wohnhäuser                                                                      | Goch Klever Straße 45, 47, Nordstraße 2 Karte                        | |                                     |                  | 46              |
| Wohnhäuser                                                                      | Wohnhäuser                                                                      | Goch Klever Straße 51, 53, 55 Karte                                  | |                                     |                  | 47              |
| Wohnhaus                                                                        | Wohnhaus                                                                        | Goch Brückenstraße 10 Karte                                          | |                                     | 02.08.2018       | 105             |
| Wohnhaus                                                                        | Wohnhaus                                                                        | Goch Brückenstraße 24 Karte                                          | |                                     |                  | 55              |
| Wohnhaus                                                                        | Wohnhaus                                                                        | Goch Brückenstraße 31 Karte                                          | |                                     | 14.02.2017       | 101             |
| Wohnhaus                                                                        | Wohnhaus                                                                        | Goch Brückenstraße 33 Karte                                          | |                                     |                  | 56              |
| Wohnhaus                                                                        | Wohnhaus                                                                        | Goch Herzogenstraße 35 Karte                                         | |                                     |                  | 51              |
| Wohnhaus                                                                        | Wohnhaus                                                                        | Goch Herzogenstraße 37 Karte                                         | |                                     |                  | 37              |
| Wohnhaus                                                                        | Wohnhaus                                                                        | Goch Herzogenstraße 39 Karte                                         | |                                     |                  | 36              |
| Wohnhaus                                                                        | Wohnhaus                                                                        | Goch Kastellstraße 4 Karte                                           | |                                     |                  | 89              |
| Wohnhaus                                                                        | Wohnhaus                                                                        | Goch Kastellstraße 1 Karte                                           | Die Fassade ist hell verputzt und mit dunkel abgesetzten Fensterrahmen sowie Zierleisten gestaltet. Im Erdgeschoss sind die Fenster von einer dezenten Quaderputz-Struktur umgeben und haben darüber kleine verzierte Reliefplatten. Die Fenster im Obergeschoss sind ebenfalls mit dekorativen Rahmen eingefasst und verfügen im oberen Bereich über kleine runde Ornamente. Ein schlichtes Gesims unter der Dachkante rundet das klassische Erscheinungsbild ab. | ca. 1910 Kernsanierung im Jahr 1974 |                  | 59              |
| Wohnhaus                                                                        | Wohnhaus                                                                        | Goch Kastellstraße 10 Karte                                          | |                                     |                  | 61              |
| Wohnhaus                                                                        | Wohnhaus                                                                        | Goch Kastellstraße 12 Karte                                          | |                                     |                  | 62              |
| Wohnhaus                                                                        | Wohnhaus                                                                        | Goch Kastellstraße 7 Karte                                           | |                                     |                  | 60              |
| Wohnhaus                                                                        | Wohnhaus                                                                        | Goch Mühlengasse 8 Karte                                             | |                                     |                  | 91              |
| Wohnhaus                                                                        | Wohnhaus                                                                        | Goch Mühlenstraße 53 Karte                                           | |                                     |                  | 98              |
| Wohnhaus                                                                        | Wohnhaus                                                                        | Goch Mühlenstraße 64 Karte                                           | |                                     |                  | 34              |
| Wohnhaus                                                                        | Wohnhaus                                                                        | Goch Ostring 69 Karte                                                | |                                     |                  | 45              |
| Wohnhaus                                                                        | Wohnhaus                                                                        | Goch Voßstraße 67 Karte                                              | |                                     |                  | 93              |
| Wohnhaus                                                                        | Wohnhaus                                                                        | Goch Voßstraße 84 Karte                                              | |                                     |                  | 38              |
| Wohnhaus                                                                        | Wohnhaus                                                                        | Goch Voßstraße 86 Karte                                              | |                                     |                  | 39              |
| Wohnhaus                                                                        | Wohnhaus                                                                        | Goch Voßstraße 90 Karte                                              | |                                     |                  | 42              |
| Wohnhaus mit Arztpraxis                                                         | Wohnhaus mit Arztpraxis                                                         | Goch Voßstraße 65 Karte                                              | |                                     |                  | 92              |
| Wohnhaus mit Büro                                                               | Wohnhaus mit Büro                                                               | Goch Herzogenstraße 41 Karte                                         | |                                     |                  | 87              |
| Wohnhaus mit Büro                                                               | Wohnhaus mit Büro                                                               | Goch Herzogenstraße 5 Karte                                          | |                                     |                  | 57              |
| Wohnhaus mit Gartenhäuschen                                                     | Wohnhaus mit Gartenhäuschen                                                     | Goch Brückenstraße 22 Karte                                          | |                                     |                  | 54              |
| Wohnhaus mit Gaststätte                                                         | Wohnhaus mit Gaststätte                                                         | Goch Voßstraße 18 Karte                                              | |                                     |                  | 41              |
| Wohnhaus (Doppelhaus)                                                           | Wohnhaus (Doppelhaus)                                                           | Goch Voßstraße 80 und 82 Karte                                       | |                                     |                  | 94              |
| Wohnhaus (Villa Enselmann)                                                      | Wohnhaus (Villa Enselmann)                                                      | Goch Klever Straße 62 Karte                                          | |                                     |                  | 83              |
| Ehemalige Güterabfertigung                                                      | Ehemalige Güterabfertigung                                                      | Hassum Güterweg 16 Karte                                             | |                                     |                  | 70              |
| Heiligenhäuschen                                                                | Heiligenhäuschen                                                                | Hassum Hassumer Straße Karte                                         | |                                     |                  | 75              |
| Mühle                                                                           | Mühle                                                                           | Hassum Mühlenweg 9 Karte                                             | |                                     |                  | 26              |
| weitere Bilder                                                                  | Katholische Pfarrkirche Sankt Petrus                                            | Hommersum Huyskenstraße 7                                            | |                                     |                  | 24              |
| Katholisches Pfarrhaus Sankt Petrus                                             | Katholisches Pfarrhaus Sankt Petrus                                             | Hommersum Huyskenstraße 9                                            | |                                     |                  | 25              |
| Kindergarten                                                                    | Kindergarten                                                                    | Hommersum Küsterskamp 19 Karte                                       | |                                     |                  | 80              |
| weitere Bilder                                                                  | Collegium Augustinianum                                                         | Hülm Gaesdoncker Straße 220 Karte                                    | |                                     |                  | 23              |
| Hofanlage                                                                       | Hofanlage                                                                       | Hülm Hülmer Deich 105 Karte                                          | |                                     |                  | 58              |
| weitere Bilder                                                                  | Katholische Pfarrkirche Mariä Opferung                                          | Hülm Hülmer Straße 232 Karte                                         | |                                     |                  | 22              |
| Wohnstallhaus (Hofstelle Rayershof)                                             | Wohnstallhaus (Hofstelle Rayershof)                                             | Hülm Rittorpweg 59 Karte                                             | |                                     |                  | 32              |
| Ehemalige Hofstelle                                                             | Ehemalige Hofstelle                                                             | Kessel Kranenburger Straße 181 Karte                                 | |                                     |                  | 84              |
| weitere Bilder                                                                  | Haus Driesberg                                                                  | Kessel Driesbergstraße 40 Karte                                      | |                                     |                  | 31              |
| weitere Bilder                                                                  | Katholische Pfarrkirche Sankt Stephanus                                         | Kessel Kaiser-Otto-Platz 14 Karte                                    | |                                     |                  | 30              |
| Mühlenstumpf                                                                    | Mühlenstumpf                                                                    | Kessel Thomas-Morus-Weg Karte                                        | |                                     |                  | 2               |
| Viller Mühle                                                                    | Viller Mühle                                                                    | Kessel Viller 32 Karte                                               | |                                     |                  | 50              |
| Wohnhaus (Müllerhaus)                                                           | Wohnhaus (Müllerhaus)                                                           | Kessel Kranenburger Straße 67 Karte                                  | |                                     |                  | 69              |
| ehemaliges evangelisches Pfarrhaus                                              | ehemaliges evangelisches Pfarrhaus                                              | Pfalzdorf Kirchstraße 142 Karte                                      | |                                     |                  | 66              |
| Ehemaliges Gemeindehaus der Freien evangelischen Gemeinde Goch, "Alter Betsaal" | Ehemaliges Gemeindehaus der Freien evangelischen Gemeinde Goch, "Alter Betsaal" | Pfalzdorf Landwehrstraße 112, 47-Pfalzdorf Karte                     | |                                     |                  | 100             |
| Evangelische Kirche (Ostkirche)                                                 | Evangelische Kirche (Ostkirche)                                                 | Pfalzdorf Kirchstraße 142 Karte                                      | |                                     |                  | 21              |
| Evangelische Kirche (Westkirche)                                                | Evangelische Kirche (Westkirche)                                                | Pfalzdorf Kirchstraße 94 Karte                                       | |                                     |                  | 20              |
| Evangelisches Pfarrhaus                                                         | Evangelisches Pfarrhaus                                                         | Pfalzdorf Kirchstraße 93 Karte                                       | |                                     |                  | 65              |
| Gaststätte Zum schwarzen Adler                                                  | Gaststätte Zum schwarzen Adler                                                  | Pfalzdorf Kirchstrasse 147 Karte                                     | |                                     |                  | 73              |
| Gut Fort                                                                        | Gut Fort                                                                        | Pfalzdorf Fortstraße 1, 2                                            | | um 1850                             |                  | 76              |
| Hofanlage                                                                       | Hofanlage                                                                       | Pfalzdorf Kirchstraße 54 Karte                                       | |                                     |                  | 64              |
| Hofanlage                                                                       | Hofanlage                                                                       | Pfalzdorf Kirchstraße 64 Karte                                       | |                                     |                  | 89              |
| Hofanlage                                                                       | Hofanlage                                                                       | Pfalzdorf Kirchstraße 88 Karte                                       | |                                     |                  | 77              |
| Hofanlage                                                                       | Hofanlage                                                                       | Pfalzdorf Klappekuhlstraße 2 Karte                                   | |                                     |                  | 40              |
| Hofstelle                                                                       | Hofstelle                                                                       | Pfalzdorf Kirchstrasse 157 Karte                                     | |                                     |                  | 74              |
| Hofstelle                                                                       | Hofstelle                                                                       | Pfalzdorf Kirchstraße 40 Karte                                       | |                                     |                  | 63              |
| Hofstelle                                                                       | Hofstelle                                                                       | Pfalzdorf Kirchstraße 91 Karte                                       | |                                     |                  | 90              |
| Scheune                                                                         | Scheune                                                                         | Pfalzdorf Klappekuhlstraße 2 Karte                                   | |                                     |                  | 49              |
| Wohnhaus mit Wirtschaftsteil                                                    | Wohnhaus mit Wirtschaftsteil                                                    | Pfalzdorf Sandgrubenstraße 1 Karte                                   | |                                     |                  | 1               |

## Ausgetragene Baudenkmäler
| Bild | Bezeichnung | Lage                                | Beschreibung | Bauzeit | Eingetragen seit | Denkmal- nummer |
| ---- | ----------- | ----------------------------------- | ------------ | ------- | ---------------- | --------------- |
| BW   | Hofstelle   | Pfalzdorf Bedburger Straße 82 Karte |              |         |                  | 95              |